# Okręg wyborczy nr 7 do Senatu Rzeczypospolitej Polskiej
Okręg wyborczy nr 7 do Senatu Rzeczypospolitej Polskiej obejmuje obszar części miasta na prawach powiatu Wrocławia (województwo dolnośląskie) – osiedla: Bieńkowice, Biskupin-Sępolno-Dąbie-Bartoszowice, Borek, Brochów, Gaj, Gajowice, Grabiszyn-Grabiszynek, Huby, Jagodno, Klecina, Krzyki-Partynice, Księże, Oporów, Plac Grunwaldzki, Powstańców Śląskich, Przedmieście Oławskie, Przedmieście Świdnickie, Stare Miasto, Tarnogaj, Wojszyce-Ołtaszyn, Zacisze-Zalesie-Szczytniki. Wybierany jest w nim 1 senator na zasadzie większości względnej.
Utworzony został w 2011 na podstawie Kodeksu wyborczego. Po raz pierwszy zorganizowano w nim wybory 9 października 2011. Wcześniej obszar okręgu nr 7 należał do okręgu nr 3.
Siedzibą okręgowej komisji wyborczej jest Wrocław.

## Reprezentanci okręgu
| Rok  | Rok                | Senator         | Komitet wyborczy                           |
| ---- | ------------------ | --------------- | ------------------------------------------ |
|      | 2011               | Alicja Chybicka | Platforma Obywatelska RP                   |
| 2015 | Barbara Zdrojewska |                 | Platforma Obywatelska RP                   |
|      | 2019               | Alicja Chybicka | KKW Koalicja Obywatelska PO .N iPL Zieloni |
| 2023 | Grzegorz Schetyna  |                 | KKW Koalicja Obywatelska PO .N iPL Zieloni |

## Wyniki wyborów

### Wybory parlamentarne 2011
| Kandydat                                                                                      | Kandydat        | Komitet wyborczy         | Głosów | Głosów | Głosów |
| Kandydat                                                                                      | Kandydat        | Komitet wyborczy         | Liczba | %      | +/–    |
| --------------------------------------------------------------------------------------------- | --------------- | ------------------------ | ------ | ------ | ------ |
|                                                                                               | Alicja Chybicka | Platforma Obywatelska RP | 62 452 | 43,89  | –      |
|                                                                                               | Tadeusz Luty    | KWW Rafał Dutkiewicz     | 52 574 | 36,95  | –      |
|                                                                                               | Marek Dyżewski  | Prawo i Sprawiedliwość   | 27 272 | 19,17  | –      |
| Frekwencja: 60,91% Liczba głosów ważnych: 142 298 (97,91%) Źródło: Państwowa Komisja Wyborcza |                 |                          |        |        |        |

### Wybory parlamentarne 2015
| Kandydat                                                                                      | Kandydat            | Komitet wyborczy                             | Głosów | Głosów | Głosów |
| Kandydat                                                                                      | Kandydat            | Komitet wyborczy                             | Liczba | %      | +/–    |
| --------------------------------------------------------------------------------------------- | ------------------- | -------------------------------------------- | ------ | ------ | ------ |
|                                                                                               | Barbara Zdrojewska  | Platforma Obywatelska RP                     | 63 110 | 44,69  | +0,80  |
|                                                                                               | Krzysztof Grzelczyk | Prawo i Sprawiedliwość                       | 44 817 | 31,73  | +12,56 |
|                                                                                               | Radosław Mołoń      | KKW Zjednoczona Lewica SLD+TR+PPS+UP+Zieloni | 18 809 | 13,32  | –      |
|                                                                                               | Zbigniew Jarząbek   | Kongres Nowej Prawicy                        | 14 492 | 10,26  | –      |
| Frekwencja: 61,82% Liczba głosów ważnych: 141 228 (97,17%) Źródło: Państwowa Komisja Wyborcza |                     |                                              |        |        |        |

### Wybory parlamentarne 2019
| Kandydat                                                                                      | Kandydat            | Komitet wyborczy                           | Głosów  | Głosów | Głosów |
| Kandydat                                                                                      | Kandydat            | Komitet wyborczy                           | Liczba  | %      | +/–    |
| --------------------------------------------------------------------------------------------- | ------------------- | ------------------------------------------ | ------- | ------ | ------ |
|                                                                                               | Alicja Chybicka     | KKW Koalicja Obywatelska PO .N iPL Zieloni | 113 877 | 69,21  | +24,52 |
|                                                                                               | Marcin Krzyżanowski | Prawo i Sprawiedliwość                     | 50 670  | 30,79  | –0,94  |
| Frekwencja: 71,76% Liczba głosów ważnych: 164 547 (96,97%) Źródło: Państwowa Komisja Wyborcza |                     |                                            |         |        |        |

### Wybory parlamentarne 2023
| Kandydat                                                                                      | Kandydat            | Komitet wyborczy                           | Głosów  | Głosów | Głosów |
| Kandydat                                                                                      | Kandydat            | Komitet wyborczy                           | Liczba  | %      | +/–    |
| --------------------------------------------------------------------------------------------- | ------------------- | ------------------------------------------ | ------- | ------ | ------ |
|                                                                                               | Grzegorz Schetyna   | KKW Koalicja Obywatelska PO .N iPL Zieloni | 113 815 | 61,21  | –8,00  |
|                                                                                               | Marcin Krzyżanowski | Prawo i Sprawiedliwość                     | 41 614  | 22,38  | –8,41  |
|                                                                                               | Gaja Tyralska       | Bezpartyjni Samorządowcy                   | 30 503  | 16,41  | –      |
| Frekwencja: 81,08% Liczba głosów ważnych: 185 932 (98,46%) Źródło: Państwowa Komisja Wyborcza |                     |                                            |         |        |        |